# Megophrys omeimontis
Megophrys omeimontis es una especie de anfibios de la familia Megophryidae.

## Distribución geográfica
Es endémica del centro de China.

## Estado de conservación
Se encuentra amenazada por la pérdida de su hábitat natural.